# Zaruddia (obwód połtawski)
Zaruddia (ukr. Заруддя) – wieś na Ukrainie, w obwodzie połtawskim, w rejonie krzemieńczuckim. W 2001 roku liczyła 140 mieszkańców.